# Saison 1966-1967 des FAR de Rabat
Pour un article plus général, voir Association sportive des FAR (football).
Maillots
Chronologie
Saison suivante
La saison 1966-1967 des FAR de Rabat est la neuvième de l'histoire du club en comptant la saison dernière qui fut une saison blanche après que les FAR eut agressé un arbitre lors d'un match opposant les FAR au Maghreb de Fès. Cette saison débute alors que les militaires avait passé une saison sans compétition officielle. Le club est par ailleurs engagé en coupe du Trône.
Finalement, les FAR de Rabat sont éliminés en demi-finales de la coupe du Trône et remportent le championnat.
Le bilan en championnat des FAR de Rabat s'est terminé favorable car sur 30 matchs joués, ils en gagnent 13, en perdent 4 et cèdent 13 nuls pour 32 buts marqués et 16 encaissés.

## Contexte et résumé des deux dernières saisons passées des FAR de Rabat
Lors des dernières années principalement à partir de la saison 1964-1965, les FAR qui étaient champion en titre depuis quatre saisons n'avaient pas réussi à remporter la cinquième en atteignant la quatrième place au classement avec au total 54 points. Et en coupe du Trône les FAR se font éliminer en huitièmes de finale face au Kawkab de Marrakech. Mais le plus marquant lors de la saison 1964-1965 est le fait que les FAR de Rabat ont agressé l'arbitre de la rencontre qui avait opposé les FAR au Maghreb de Fès et qui s'était terminé par une victoire du Maghreb de Fès sur le score de trois buts à zéro. Les sanctions face aux FAR n'étaient pas assez sévère pour les spécialistes du football marocain en effet, car dans plusieurs pays comme l'Algérie lors du classico algérien opposant la Jeunesse sportive de Kabylie et le Mouloudia Club d'Alger en 1963, les joueurs de la JSK avaient agressé l'arbitre du classico et les sanctions étaient très sévères avec plusieurs radiation dont un joueur à vie. Lors de l'affaire avec l'AS FAR qui est une équipe ayant un statut très particulier puisque celui-ci est un club créé par Hassan II et qui est également aidé par la fédération et même parfois des arbitres. La fédération royale marocaine de football décida de ne faire jouer les FAR dans aucune compétitions officiels lors de la saison 1965-1966 en évitant la relégation comme ceci-a été fait dans plusieurs pays lors d'actes de ce genre. La saison 1965-1966 est la seule ou les FAR ne disputent aucune compétition mais les militaires jouèrent beaucoup de matchs et de tournois amicaux.

## Saison
Lors de sa seconde saison, l'Association Sportive des Forces Armées Royales participera au championnat du Maroc et à la Coupe du Trône de football. Il participera donc qu'à deux compétitions.

### Championnat
Le championnat du Maroc de football 1965-1966 est la 11e édition du championnat du Maroc de football. Elle oppose seize clubs regroupées au sein d'une poule unique où les équipes se rencontrent deux fois, à domicile et à l'extérieur. Cette saison est l'une des seuls ou aucun club est relégué en effet, lors de cette saison la FRMF décide de relégué aucun club en fin de saison et d'en faire monter deux pour jouer la saison prochaine un championnat avec dix-huit équipes au lieu de seize.

#### Composition du championnat
Lors de la saison dernière joué avec quatorze au lieu de seize, la FRMF a décidé qu'aucun club de première division ne serait relégué et que deux équipes de seconde division serait promu pour jouer lors de cette saison avec seize équipes. Les FAR se trouve donc lors de cette saison en compagnie de quinze équipes que sont :
Le F.U.S. : le Fath Union Sport de Rabat.
Le R.C.A. : le Raja Club Athletic.
Le W.A.C. : le Wydad Athletic Club.
Le M.C.O. : le Mouloudia Club d'Oujda.
Le C.O.D.M.: le Club Omnisports De Meknès.
Le K.A.C.M. : le Kawkab Athlétique Club de Marrakech.
Le R.A.C : le Racing Athletic de Casablanca.
Le S.M. : le Stade Marocain.
Le K.A.C. : le Kénitra Athlétic Club.
Le T.A.S. : le Tihad Athlétique Sport.
Le M.A.S. : le Maghreb Association Sportive.
Le H.U.S.A. : le Hassania Union Sport d'Agadir.
La R.S.S. : la Renaissance Sportive de Settat.
Le R.B.M. : le Raja de Beni Mellal.
et le S.C.C.M. : le Chabab Mohammédia.
Cette saison représente donc la neuvième année de football de l'histoire des FAR de Rabat, il s'agit surtout de sa septième en première division. On peut signaler aussi la présence du Stade Marocain et du FUS de Rabat qui sont des clubs de la ville de Rabat.

#### Classement final
Durant cette saison le championnat du Maroc était composée au total de 16 équipes dont trois étaient basé dans la ville de Rabat et le même nombre dans la ville de Casablanca. Le système de point durant cette saison est de trois points pour une victoire, deux pour un nul et un pour une défaite. Et lors de cette saison aucun club n'est relégué pour pouvoir jouer la saison prochaine un championnat composée de 18 équipes.
| Place | Club                  | Points | Joué | Victoire | Nul | Défaite | Buts pour | Buts contre |
| ----- | --------------------- | ------ | ---- | -------- | --- | ------- | --------- | ----------- |
| 1e    | FAR de Rabat          | 69     | 30   | 13       | 13  | 4       | 32        | 16          |
| 2e    | Renaissance de Settat | 69     | 30   | 14       | 11  | 5       | 39        | 26          |
| 3e    | Raja de Casablanca    | 65     | 30   | 10       | 15  | 5       | 33        | 19          |
| 4e    | Wydad de Casablanca   | 64     | 30   | 9        | 16  | 5       | 35        | 23          |
| 5e    | Stade Marocain        | 62     | 30   | 7        | 18  | 5       | 25        | 29          |
| 6e    | Difaâ d'El Jadida     | 62     | 30   | 12       | 8   | 10      | 35        | 38          |
| 7e    | TAS de Casablanca     | 61     | 30   | 8        | 15  | 7       | 26        | 23          |
| 8e    | Mouloudia d'Oujda     | 60     | 30   | 9        | 12  | 9       | 31        | 29          |
| 9e    | Chabab Mohammédia     | 59     | 30   | 7        | 15  | 8       | 21        | 22          |
| 10e   | Maghreb de Fès        | 59     | 30   | 8        | 13  | 9       | 22        | 31          |
| 11e   | KAC de Kénitra        | 58     | 30   | 7        | 14  | 9       | 27        | 30          |
| 12e   | FUS de Rabat          | 57     | 30   | 8        | 11  | 11      | 24        | 26          |
| 13e   | Kawkab de Marrakech   | 57     | 30   | 7        | 13  | 10      | 26        | 29          |
| 14e   | Racing Casablanca     | 56     | 30   | 7        | 12  | 11      | 23        | 29          |
| 15e   | Raja de Beni Mellal   | 56     | 30   | 6        | 14  | 10      | 33        | 40          |
| 16e   | Hassania d'Agadir     | 46     | 30   | 3        | 10  | 17      | 20        | 42          |

Finalement, c'est les FAR de Rabat qui remportent le championnat avec au total 69 points soit 12 victoires, 13 nuls et seulement 4 défaites, en ayant le même nombre de point que son dauphin qu'est la Renaissance de Settat qui celui-ci battit les FAR en demi-finale de la coupe du Trône. Les clubs qui devait être normalement relégué sont le Raja de Beni Mellal et le Hassania d'Agadir mais vu que la FRMF décida de faire jouer un championnat avec au total 18 équipes, aucune des deux équipes n'est relégué. les clubs de deuxième division montant en première division sont l'Union de Sidi Kacem et l'AS Barid de Rabat.

### Coupe du Trône
La saison 1966-1967 de la coupe du Trône de football est la onzième édition de la compétition. Ayant comme champion le CODM de Meknès lors de l'édition précédente, cette compétition est la seconde plus importante du pays. Étant une équipe de première division, les FAR débutent cette compétition en seizièmes de finale.

## Bilan
Au bilan durant cette saisons, les FAR de Rabat remportent pour une cinquième fois le championnat du Maroc de football avec plus de 69 points soit 13 victoires, 13 nuls et 4 défaites. Le dauphin des FAR de Rabat lors de cette saisons est la Renaissance de Settat qui celui-ci à le même nombre de points que les FAR mais n'a pas la même différence de but. Son parcours en coupe du Trône a commencé en seizièmes de finale puisque ceux-ci sont en première division. Le résultat pour les seizièmes de finale est inconnu et on ne sais pas qui il a affronté également mais il a surement gagné ce match puisqu'il passe ce stade. En huitièmes de finale, ils affrontent le Maghreb de Fès ou ils gagnent sur un score d'un but à zéro. Puis pour le compte des quarts de finale, les FAR affrontent le Wydad de Casablanca et remportent ce match sur le score d'un buts à zéro lors d'un match très serrés joué à Casablanca. Les FAR se font finalement éliminés lors des demi-finales face à la Renaissance de Settat qui sera second du championnat. Le match opposant les deux premiers du classement eut d'abord lieu à Settat et après un match nul sur le score d'un buts partout, la FRMF décide de faire jouer un match d’appui dans le but de déterminer l'équipe qui disputera la finale. Ce match d'appui s'est disputé à Rabat et s'est terminé par une défaite des FAR sur le score de deux buts à zéro.